# Болован
Болован (на македонска литературна норма: Болован) е бивше село в Северна Македония.

## География
Селото е било разположено в областта Търновата, на територията на община Богданци, на няколко километра североизточно от Богданци в посока Фурка над съвременния язовир Палюрци на Стара река.

## История
Според Йордан Заимов етимологията на името е от местното име *Боловане, от личното име *Боло, което е от диалектното боле, болье „повече“, „по-добре“. Сравними са местното име Боли връх при Хърсово, Петричко, личното име Болислав в Петричко и Пазарджишко, местните име Болева ливада при Коприва, Кюстендилско, Болевеец при Тишаново, Кюстендилско, Больовска махала при Пелатиково, Кюстендилско, Болетин в Тетовско, Болев дол в Царибродско.
В XIX век Болован е село в Гевгелийска каза на Османската империя. След Междусъюзническата война в 1913 година селото попада в Сърбия. Според Димитър Гаджанов в 1916 година в Ворован живеят 458 турци.